# Sixto Celorrio
Sixto Celorrio Guillén (Calatayud, 1870-Zaragoza, 1924) fue un escritor, periodista, poeta y político español. Destacó por sus aportaciones al folclore aragonés, pues fue un importante creador de letras para jota aragonesa y escritor de cuentos relacionados con las tradiciones de dicha región. Fue diputado a Cortes, diputado provincial y presidente de la Diputación Provincial de Zaragoza y senador.

## Reseña biográfica
Estudió el bachillerato en Calatayud y finalizó estudios de Derecho en la Universidad de Zaragoza y en la Universidad Central de Madrid.
Colaboró en numerosas publicaciones periódicas sobre todo como autor de letras de jotas y de cuentos. Entre sus libros publicados, cabe citar Paella aragonesa. Colección de cantares, cuentos baturros y composiciones festivas (1901) y Jotas. Cantares aragoneses (1912). Se contienen algunos de sus cuentos más populares en la obra antológica de Juan Domínguez Lasierra Cuentos, recontamientos y conceptillos aragoneses (Zaragoza, 1979).
Fue miembro del Partido Liberal y al escindirse éste optó por la facción de Niceto Alcalá Zamora. Del 2 de diciembre de 1909 al 25 de enero de 1913 fue presidente de la Diputación Provincial de Zaragoza.
De 1916 a 1918 fue diputado a Cortes de la Restauración por el distrito electoral de Daroca. Desde 1918 hasta 1923 fue senador por la provincia de Zaragoza.
Tiene una calle dedicada en Zaragoza, así como en su ciudad natal, Calatayud.

| Predecesor: Luis Pérez Cistué | Presidente de la Diputación Provincial de Zaragoza 02 de febrero de 1909 - 25 de enero de 1913 | Sucesor: Emerenciano García Sánchez |